# کالوتوس (واشینگتن)
کالوتوس (به انگلیسی: Kahlotus) شهری در شهرستان فرانکلین ایالت واشنگتن است که در سرشماری سال ۲۰۱۰ میلادی، ۱۹۳ نفر جمعیت داشته است.